# Forbach (Francja)
Forbach – miejscowość i gmina we Francji, w regionie Grand Est, w departamencie Mozela.
Według danych na rok 1990 gminę zamieszkiwało 27 076 osób, a gęstość zaludnienia wynosiła 1659 osób/km² (wśród 2335 gmin Lotaryngii Forbach plasuje się na 6. miejscu pod względem liczby ludności, natomiast pod względem powierzchni na miejscu 293.).
W mieście znajduje się stacja kolejowa Gare de Forbach.
W 1909 w Forbach został założony klub piłkarski US Forbach.

## Linki zewnętrzne

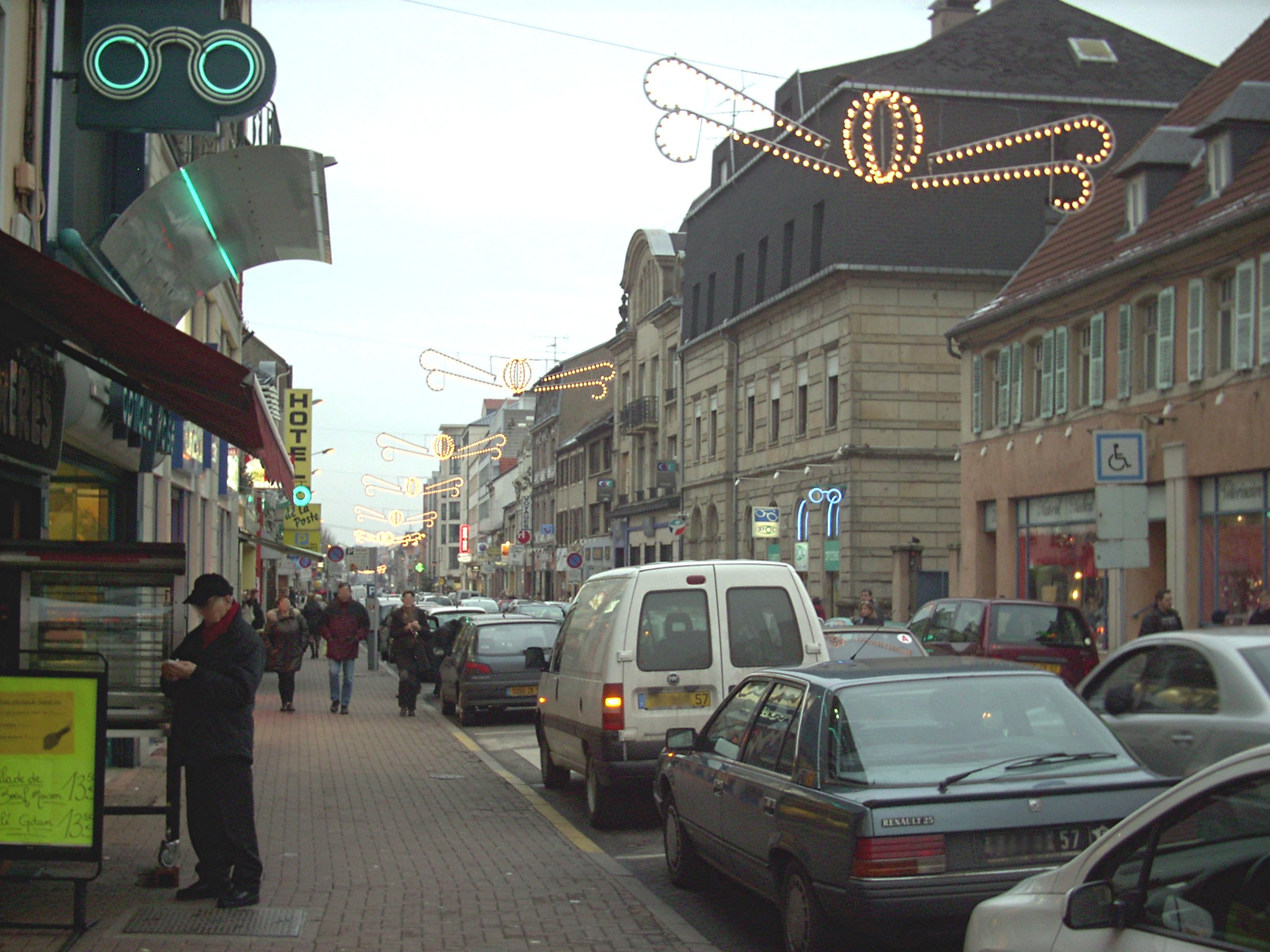
Centrum

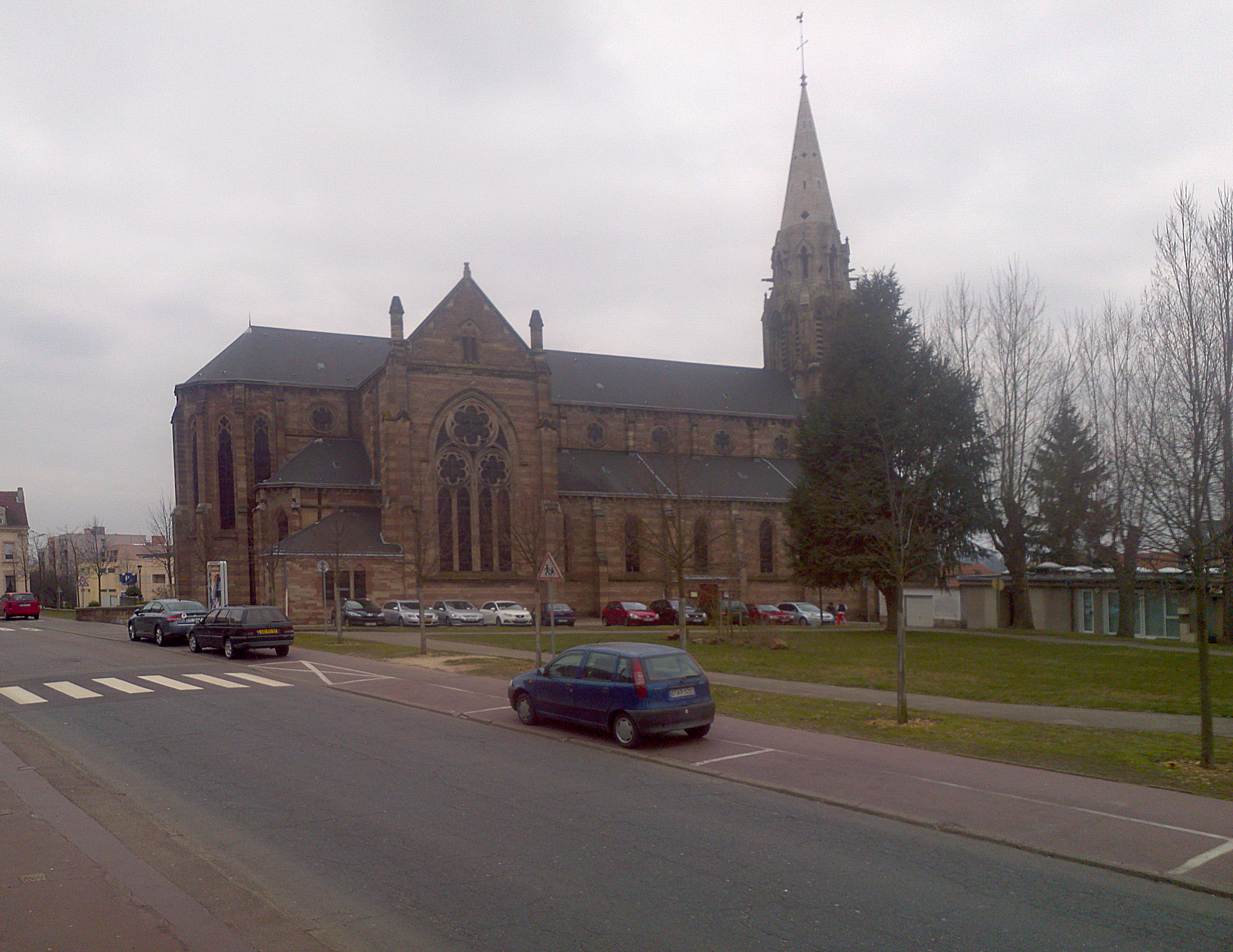
Kościół